# The Rise and Fall of Ziggy Stardust and the Spiders from Mars
Vous lisez un « bon article » labellisé en 2022.
Pour les articles homonymes, voir Ziggy Stardust.
Albums de David Bowie
Hunky Dory
(1971) Aladdin Sane
(1973)
Singles
1. Starman
Sortie : 28 avril 1972
2. Rock 'n' Roll Suicide
Sortie : 11 avril 1974

The Rise and Fall of Ziggy Stardust and the Spiders from Mars, souvent abrégé en Ziggy Stardust, est le cinquième album studio de l'auteur-compositeur-interprète britannique David Bowie. Il est généralement considéré comme son chef-d’œuvre. Enregistré de novembre 1971 à février 1972 aux studios Trident de Londres avec le guitariste Mick Ronson, le bassiste Trevor Bolder et le batteur Mick Woodmansey, il paraît le 16 juin 1972 sur le label RCA Records.
Il s'agit d'un concept album à la trame assez vague. Bowie y incarne Ziggy Stardust, rock-star androgyne extraterrestre envoyée sur Terre avant une apocalypse imminente. Après un succès fulgurant au sein de son groupe les Spiders from Mars, Ziggy tombe en disgrâce, dévoré par son ego. De grandes thématiques qui domineront l’œuvre de Bowie s'y concrétisent : l'espace et les créatures extra-terrestres comme métaphores des sommets et de la solitude de la « staritude », l'androgynie, la dissociation de la personnalité, etc.
Archétype du glam rock et du protopunk, l'album reflète les influences de musiciens alors proches de l'auteur : Lou Reed et le Velvet Underground, Marc Bolan de T. Rex, Iggy Pop et ses Stooges.
Précédé par le single Starman, le 33 tours culmine au 5e rang du classement au Royaume-Uni. L'interprétation vocale de Bowie et le jeu de guitare de Mick Ronson sont unanimement salués. La célébrité du chanteur est propulsée au zénith par ce disque, considéré rétrospectivement comme l'un de ses meilleurs opus et régulièrement cité dans les listes des plus grands albums de tous les temps.
Aiguillonné par sa femme Angie, Bowie crée autour de l'album et du personnage un ensemble artistique cohérent : costumes avant-gardistes et unisexes conçus par Freddie Burretti puis Kansai Yamamoto, coiffure orange composée par Suzi Fussey, maquillage pâle de Pierre Laroche orné d'un disque doré sur le front, sexualité tapageuse, confusion des genres et des orientations sexuelles, spectacles mêlant musique, mime et théâtre, etc. Le chanteur emmène Ziggy et les Spiders d'apparitions télévisées en concerts dans près de dix-huit mois de tournées au Royaume-Uni, aux États-Unis, au Canada et au Japon, qui le laissent aux portes de l'épuisement physique, de la confusion mentale et de la drogue. Le 3 juillet 1973, à la fin d'un ultime concert au Hammersmith Odeon, il stupéfie ses fans en annonçant la disparition définitive de Ziggy.

## Histoire

### Contexte
Au début des années 1970, David Bowie n'est qu'un chanteur anglais parmi d'autres, dont le style oscille entre le folk et le psychédélique. Sa notoriété auprès du grand public repose sur un unique succès, le single Space Oddity, qui a atteint la cinquième place des charts britanniques en novembre 1969.
En février 1971, il rentre en Angleterre après une tournée promotionnelle en Amérique. Dans la maison victorienne qu'il habite avec sa femme Angie Barnett à Haddon Hall, hybride de laboratoire expérimental et de baisodrome où le couple tient porte ouverte pour leurs amis artistes, il compose une quarantaine de chansons. C'est dans ce fond que seront puisées les pistes des albums Hunky Dory et The Rise and Fall of Ziggy Stardust and The Spiders from Mars. Bowie enregistre dès février une première version de certaines (Moonage Daydream, Hang On to Yourself) avec le groupe éphémère Arnold Corns qu'il a créé pour contourner le contrat d'exclusivité qui le lie à Mercury Records.
Pour Hunky Dory, les sessions d'enregistrement commencent en juin 1971 aux studios Trident de Londres. Ken Scott, ingénieur du son pour ses deux albums précédents et qui a travaillé avec les Beatles, est choisi comme producteur. Bowie s'est entouré du guitariste Mick Ronson, du bassiste Trevor Bolder, du batteur Mick Woodmansey et du pianiste Rick Wakeman. Mais le groupe prend conscience que ces titres ne se prêtent guère à une interprétation en concert, et décide de poursuivre les sessions pour enregistrer d'autres morceaux.

### Enregistrement

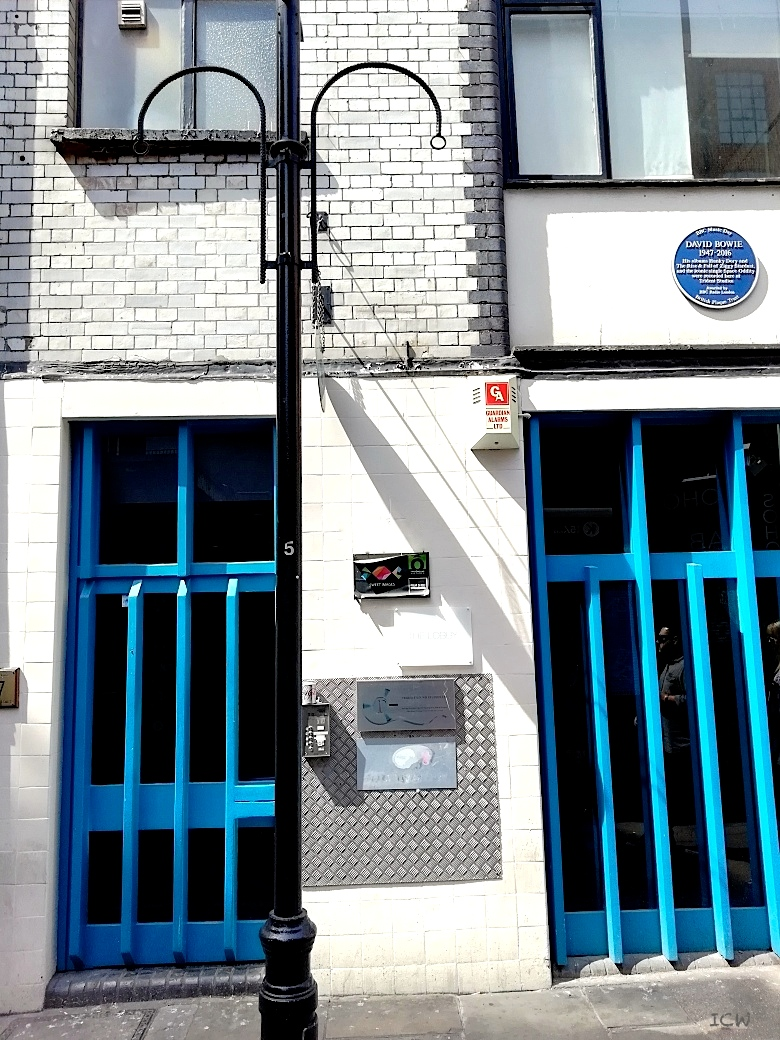
L'entrée des anciens studios Trident, en 2018.

Les séances du cinquième album de David Bowie débutent donc le 8 novembre 1971, toujours aux studios Trident. Elles impliquent les mêmes musiciens, à l'exception de Rick Wakeman qui a préféré rejoindre le groupe de rock progressif Yes. L'équipe commence vers 14 heures, pour finir entre 22 heures et 4 heures du matin. Bowie est très impliqué dans le processus, donne des indications aux musiciens, allant jusqu'à fredonner à Mick Ronson les solos qu'il souhaite l'entendre jouer. Le travail s'effectue de manière très rapide : le groupe enregistre un morceau, le réécoute immédiatement et effectue une autre tentative si le son ne correspond pas à ses attentes. Plus de neuf fois sur dix, la piste vocale définitive est la première prise.
Le premier jour, les musiciens enregistrent des versions de Star et Hang On to Yourself, mais le résultat ne les satisfait pas. Ils effectuent une deuxième tentative sur ces deux chansons trois jours plus tard, le 11 novembre, et enregistrent également Ziggy Stardust, Looking for a Friend, Velvet Goldmine et Sweet Head,. Le lendemain, ils effectuent deux prises de Moonage Daydream, Lady Stardust et The Supermen (un morceau déjà paru sur The Man Who Sold the World), ainsi qu'un essai de Soul Love. Le 15 novembre, c'est au tour de Five Years — une seule prise suffit, à la fin de laquelle Bowie fond en larmes, d'après les souvenirs de Ken Scott — et de versions inachevées de It's Gonna Rain Again et Shadow Man (qui sera finalisée... près de 30 ans plus tard). Une liste provisoire de morceaux est ébauchée le même jour : elle comprend des reprises de Round and Round de Chuck Berry et d’Amsterdam de Jacques Brel, ainsi qu'une nouvelle version de Holy Holy et Velvet Goldmine, mais pas It Ain't Easy. Le titre de travail de l'album est alors Round and Round ; il le reste au moins jusqu'au 15 décembre.
Après le 15 novembre, le travail est interrompu pendant les fêtes de fin d'année. Les musiciens se retrouvent le 4 janvier 1972 pour répéter aux studios Underhill à Blackheath en prévision des dernières séances. Ils interprètent quelques-unes de leurs nouvelles chansons pour l'émission de radio Sounds of the 70s, qui marque la première apparition du nom The Spiders from Mars, avant de retourner aux studios Trident pour travailler sur les morceaux Suffragette City et Rock 'n' Roll Suicide. Lorsqu'un cadre de RCA Records se plaint que l'album ne contient aucun single potentiel, Bowie écrit Starman, qui remplace in extremis la reprise de Round and Round. Les séances prennent fin le 4 février avec l'enregistrement des versions finales de Starman, Suffragette City et Rock 'n' Roll Suicide.

### Parution et accueil

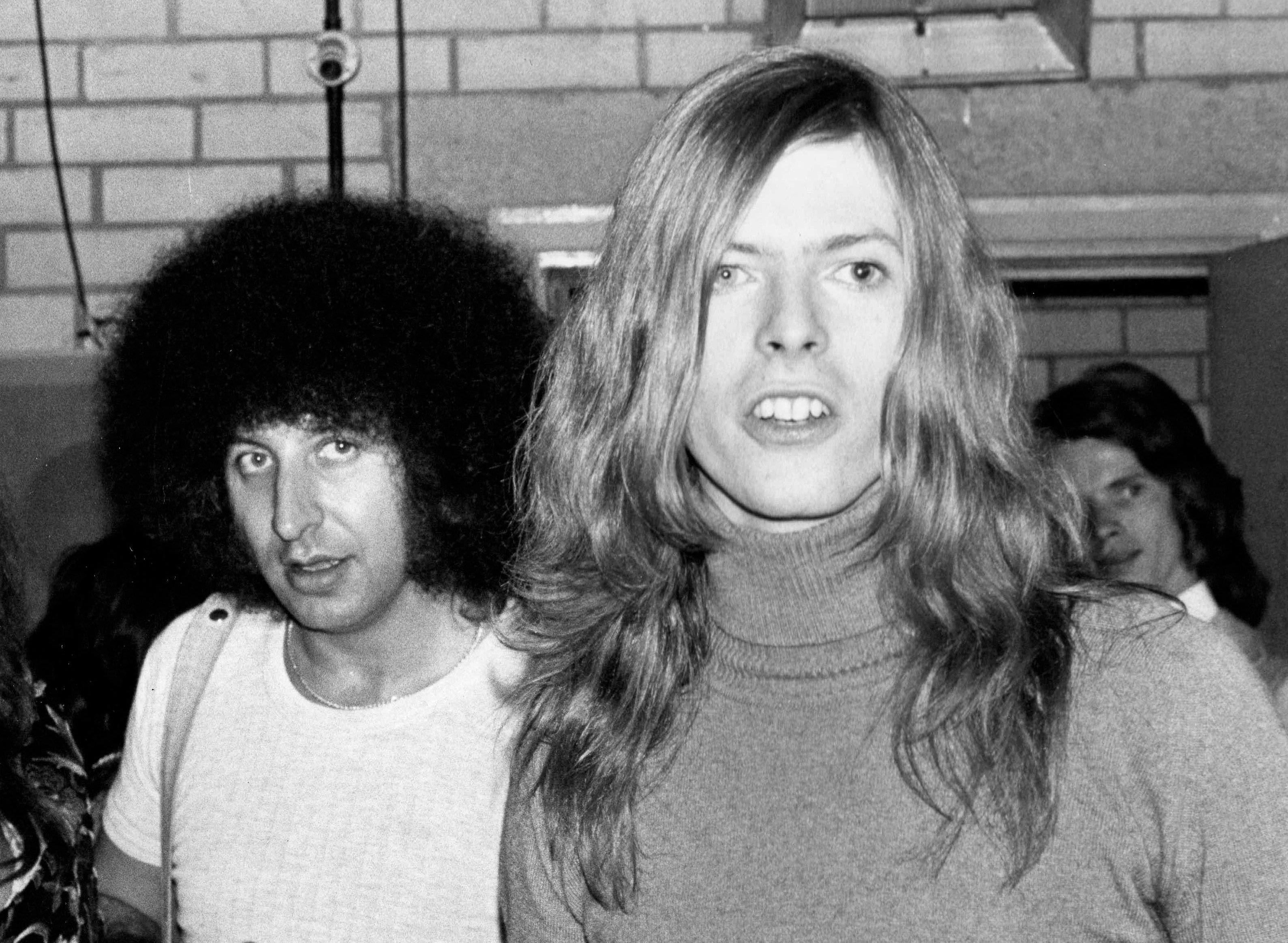
David Bowie en 1971 avec son imprésario Tony Defries.

Après avoir négocié la terminaison de l'engagement de Bowie avec Mercury Records, son manager Tony Defries présente les bandes de Hunky Dory à plusieurs labels aux États-Unis : le 9 septembre 1971, c'est Dennis Katz, pour RCA Records de New York, qui signe avec le chanteur un contrat pour ses trois prochains albums,. Hunky Dory paraît le 17 décembre. Malgré des critiques très favorables, il ne parvient pas à entrer au classement britannique des meilleures ventes en partie à cause d'un mauvais marketing de RCA, déconcerté par la rumeur d'un changement d'image de l'artiste pour son disque suivant,.

#### Campagnes de promotion
Le coming out — sincère ou non — de Bowie qui confie en janvier 1972 au magazine Melody Maker qu'il est homosexuel et qu'il l'a toujours été, posant pour l'article en costume de Ziggy Stardust, braque les projecteurs sur l'artiste, suscitant l'attente de son prochain album. Si l'enthousiasme se limite à quelques milieux gays (le magazine Gay News le décrit alors soudainement comme « probablement le meilleur musicien de rock de Grande-Bretagne » et « un puissant porte-parole du gay rock »), elle attire l'attention de la presse sur ses dates de tournée et son prochain album.
RCA sort le single Starman le 28 avril 1972, avec Suffragette City en face B. Ses ventes ne sont pas spectaculaires, mais il reçoit de nombreuses critiques positives. The Rise and Fall of Ziggy Stardust and the Spiders from Mars paraît le 16 juin en Grande-Bretagne,, avec le numéro de catalogue SF 8287. 8 000 exemplaires s'en vendent dans le royaume la première semaine et il entre au top 10 la suivante. Le 21 juin, l'émission pour les jeunes Lift Off with Ayshea sur ITV diffuse après l'heure de l'école une version de Starman enregistrée le 15 dans ses studios par Bowie, ses Spiders et le claviériste Nicky Graham : elle est vue par des milliers d'enfants britanniques. Le 1er juillet Starman se hisse à la 41e place du UK Singles Chart, ce qui vaut à Bowie une invitation à se produire dans l'émission de télévision de la BBC Top of the Pops.
Le 5 juillet 1972, Bowie et son groupe jouent Starman sur les plateaux de la BBC. Le chanteur a revêtu une combinaison arc-en-ciel aux couleurs vives et des bottes d'astronaute. Il arbore sa longue coupe mulet de cheveux rouges. Les Spiders et Graham portent des vêtements de velours bleu, rose, écarlate et doré. Pendant la session, Bowie, détendu et confiant, entoure de son bras l'épaule de Ronson. La diffusion de Top of the Pops le lendemain est une révélation et un séisme : à une heure de grande écoute, devant près de vingt millions de téléspectateurs, l'ambivalence sexuelle jouée de Bowie et Ronson scandalise la vieille Angleterre, sidère les jeunes et attire l'attention du public sur l'album. De nombreux fans datent de ce jour leur conversion à tout ce qui concerne Bowie. Bono, le chanteur de U2, déclare ainsi en 2010 « la première fois que j'ai vu [Bowie], [il] chantait Starman à la télévision. C'était comme si une créature était tombée du ciel ». Starman est propulsé à la dixième place des charts britanniques et au 65e rang aux États-Unis.
Fin 1972, 95 968 exemplaires du 33 tours se sont vendus au Royaume-Uni. Après un fléchissement dans le classement en fin d'année, les ventes recommencent à croître et il atteint la 5e place en février 1973.
Aux États-Unis, l'album culmine à la 75e place du palmarès Billboard Top LPs & Tape en avril 1973.
En avril 1974, RCA sort tardivement Rock 'n' Roll Suicide en single, avec Quicksand en face B,.

#### Accueil critique
À sa sortie The Rise and Fall of Ziggy Stardust and the Spiders from Mars est accueilli avec tiédeur par les critiques spécialisés. James Johnson de New Musical Express juge l'album « un peu plus pessimiste » que les précédents opus et concède que les chansons sont « bien ». Sur Melody Maker Michael Watts observe que Ziggy Stardust  n'a « pas de scénario bien défini » et mentionne « des chansons étranges et des références au métier de pop star qui, dans l'ensemble, s'ajoutent à un sens aigu de la dramaturgie biographique ». Dans Rolling Stone, si Richard Cromelin convient que l'album est bon, il doute qu'il suscite un intérêt durable : « Disons tous une brève prière pour que son sort [de Bowie] ne soit pas de monter et chuter [« to rise and fall »] comme le destin du syndrome du drag-rock ». Sounds, qui avait pourtant fait l'éloge de Hunky Dory, écrit « Ce serait dommage si cet album était celui qui perçait : une grande partie sonne comme le travail d'un plagiaire compétent ». Dans The Times, Richard Williams juge le personnage superficiel, incarné sans conviction par Bowie. Même Nick Kent dans Oz, qui pourtant apprécie l'album, juge que le personnage de Ziggy est peu cohérent, et que Bowie se surévalue. Ces verdicts négatifs sont courants chez les spécialistes qui ont apprécié les précédentes compositions « denses, philosophiques » de l'auteur, qu'ils ne retrouvent pas dans la « mythologie de Ziggy ».
Certains critiques cependant sont convaincus par l'album. Pour le magazine Circus c'est une « œuvre de génie superbe », « du début à la fin [...] d'une intensité éblouissante et d'un design fou ». Jack Lloyd dans The Philadelphia Inquirer déclare que « David Bowie est l'un des auteurs les plus créatifs et convaincants du moment ». Dans l’Evening Standard Andrew Bailey partage cet avis et loue à la fois les textes, le spectacle et une musique « digne d'un opéra ». Robert Hilburn dans le Los Angeles Times compare favorablement Ziggy au Tommy des Who de 1969, avec sa musique « excitante, cultivée et imaginative ». C'est au disque des Rolling Stones Aftermath que Jon Tiven compare quant à lui l'album dans Phonograph Record, estimant que Bowie, « l'une des personnalités les plus distinctives du rock », mériterait de devenir une star « de l'envergure de Ziggy Stardust ». Dans Creem, qui classe fin 1972 l'album en tête de sa liste de favoris, Dave Marsh pronostique : « je ne le vois pas s'arrêter ici longtemps ». Le New York Sunday News lui aussi choisit Ziggy Stardust comme le meilleur album de l'année devant Exile on Main St. des Stones ; Lillian Roxon y qualifie Bowie d'« Elvis des années 70 ».

### Tournée

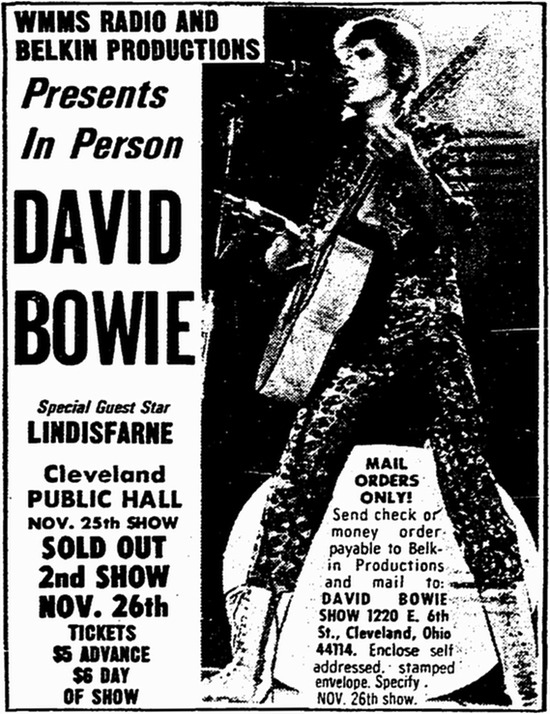
Affiche publicitaire pour un concert à Cleveland.

La tournée Ziggy Stardust Tour commence au Royaume-Uni du 29 janvier au 7 septembre 1972. Le retentissement d'un spectacle donné au pub Toby Jug dans la banlieue de Londres le 10 février catapulte le chanteur au rang de star, créant comme le décrit Buckley, un « culte de Bowie ». En septembre, les Spiders poursuivent la tournée aux États-Unis. Totalement immergé dans son persona, Bowie commence à ne plus pouvoir distinguer hors de la scène son propre soi de Ziggy. Il déclare plus tard : « Ziggy n'allait pas me laisser seul pendant des années. C'est à ce moment-là que tout a commencé à se gâter... Toute ma personnalité a été affectée. C'est devenu très dangereux. J'avais vraiment des doutes sur ma santé mentale ». De fait, la tournée a un impact négatif sur le psychisme de Bowie et marque le début de sa longue dépendance à la cocaïne. De peur que sa carrière ne se résume à l'extra-terrestre, il imagine un nouvel alter-ego pour son album suivant, Aladdin Sane, écrit et enregistré de décembre 1972 à janvier 1973 entre les étapes de la tournée. Cet Aladdin Sane, qu'il décrit comme « Ziggy goes to America », est un personnage beaucoup moins optimiste, adepte d'activités sexuelles violentes et de drogues dures,.
Prolongeant la durée de la tournée à dix-huit mois, la troupe sillonne les États-Unis et le Canada et voyage jusqu'au Japon. À la fin de l'ultime concert, le 3 juillet 1973 au Hammersmith Odeon à Londres, Bowie annonce à la surprise générale que « ce spectacle sera le dernier spectacle que nous ferons », compris plus tard comme signifiant qu'il abandonnait le personnage de Ziggy,. Ken Scott, qui enregistre le concert à bord d'un camion garé derrière la salle, est stupéfait par l’annonce du chanteur. « Dans mon souvenir, seuls Mick Ronson et le road manager Tony Defries avaient été mis au courant avant le concert » déclare t-il. La performance de Bowie a été documentée par le cinéaste D. A. Pennebaker dans un film-concert, monté en 1979 et commercialisé en 1983 sous le nom de Ziggy Stardust and the Spiders from Mars, avec une bande originale intitulée Ziggy Stardust: The Motion Picture,,. Il existe un autre enregistrement d'un spectacle de la tournée, la captation du concert de Santa Monica en Californie, le 20 octobre 1972, d'abord sorti en version pirate puis officiellement publié en 2008 sous le nom de Live Santa Monica '72.

### Projets suivants
Dans les semaines qui suivent l'enregistrement de l'album, Bowie écrit All the Young Dudes pour Mott the Hoople,,, que ceux-ci enregistrent en mai 1972. Bowie produit d'ailleurs leur cinquième album, nommé d'après la chanson. Les Spiders jouent le titre lors de la tournée Ziggy Stardust et Bowie en enregistre sa propre version pendant les sessions d’Aladdin Sane.
Pendant la tournée il mène d'autres projets qui contribuent à son épuisement progressif : en août il coproduit avec Ronson Transformer de Lou Reed. En octobre il mixe à Hollywood l'album Raw Power des Stooges.
En novembre 1973, Bowie évoque dans une interview en duo avec William Burroughs l'idée d'une comédie musicale dérivée de l'album : « il y a quarante scènes et j'aimerais que les acteurs les apprennent toutes et puissent les jouer dans un ordre aléatoire tiré au sort chaque soir... des cut-up visuels ! ». Le projet — que Pegg qualifie d'« étape rétrograde » — échoue, mais deux des chansons composées spécifiquement dans ce cadre (Rebel Rebel et Rock 'n' Roll with Me) paraissent en 1974 sur le disque Diamond Dogs.

### Postérité

#### Appréciations rétrospectives
Des décennies plus tard Ziggy Stardust est toujours acclamé par la critique, qui le considère comme l'album le plus révolutionnaire de Bowie,,, son très probable chef-d’œuvre, et l'un des albums de rock les plus importants de l'histoire,,. Son impact culturel est pointé unanimement. Intemporel, historique, révolutionnaire sont les qualificatifs qui reviennent le plus fréquemment :
Le Chicago Tribune estime en 1990 que ce « cycle de chansons alimenté par la guitare [...] a mis en scène la mort de Joplin, Morrison, Hendrix et des années 1960. Il présageait la terreur, la décadence et l'érotisme d'une nouvelle ère. ». Erlewine écrit en 2015 pour AllMusic que « Bowie réussit non pas malgré ses prétentions mais à cause d'elles, et Ziggy Stardust — familier dans la structure, mais étranger dans la réalisation — est la première fois que sa vision et son exécution se rencontrent d'une manière aussi grandiose et radicale. »
Comme Mark Paytress pour Record Collector en 1998, Barney Hoskyns pour The Independent en 2002 souligne que si Marc Bolan avait su devenir quelques mois avant Bowie la première star du glam rock, seul celui-ci a su, par son adaptabilité permanente, se maintenir tout au long de sa carrière au sommet de la célébrité où l'avait propulsé Ziggy,. Pour Chris Jones sur BBC Music en 2002, Bowie a façonné avec cet album le modèle de la « pop star vraiment moderne » d'une façon qui n'a encore pas été égalée.
Pour Paul Trynka en 2011, la magie du disque fonctionne encore à merveille des décennies plus tard, et chaque auditeur devient un membre du public de Ziggy.
En 2012 pour son 40e anniversaire, Jordan Blum écrit dans PopMatters « il est facile d'apprécier à quel point Ziggy Stardust était un disque révolutionnaire en 1972, et il est toujours aussi dynamique, significatif et agréable aujourd'hui » et Rolling Stone affirme que c'est « l'album de Bowie qui sera dans les livres d'histoire. »
Nicholas Pegg estime en 2016 que « The Rise and Fall of Ziggy Stardust and the Spiders from Mars a fait de [Bowie] un nom familier et a laissé une marque importante sur l'autoroute de la musique populaire, révolutionnant les termes du contrat entre l'artiste et son public et inaugurant une nouvelle approche de la relation du rock avec l'artifice et le théâtre qui a définitivement modifié l'esthétique culturelle du XXe siècle ». Les membres du groupe de rock gothique anglais Bauhaus par exemple, racontent en 2020 combien le Starman de Bowie diffusé sur Top of the Pops a constitué « un tournant important et profond dans [leur] vie ».
Avec le même recul, Joe Lynch dans Billboard estime en 2021 que Ziggy Stardust et Aladdin Sane ont transcendé le glam rock, se hissant au niveau de « classique du rock ».

#### Classements
Le 31 janvier 1981, l'album revient dans les charts britanniques au milieu de l'ère des Nouveaux Romantiques que Bowie a contribué à inspirer et y culmine au rang 73,. Après la mort du chanteur en 2016, il atteint la 21e position du Billboard 200 américain, son plus haut classement.
Fin 2011 avec 7,5 millions d'exemplaires écoulés dans le monde, il est le deuxième album le plus vendu de Bowie.
The Rise and Fall of Ziggy Stardust and the Spiders from Mars est fréquemment retenu dans les listes de « plus grands albums de tous les temps ». En 1987 la revue Rolling Stone le place ainsi au 6e rang de son « top 100 des vingt dernières années ». Dix ans plus tard le sondage Music of the Millennium au Royaume-Uni le classe 20e meilleur disque de l'histoire. Le critique anglais Colin Larkin le classe 11e puis 27e dans les deuxième et troisième éditions de son ouvrage All Time Top 1000 Albums. Rolling Stone lui attribue la 35e place de sa liste des 500 meilleurs albums en 2003 et en 2012, puis le reclasse 40e en 2020. Il figure en 2004 dans les listes des plus grands disques des années 1970 de Pitchfork en 2004 et de Ultimate Classic Rock en 2015. En 2006, les lecteurs du magazine Q l'élisent 41e meilleur album de l'histoire et Time le retient dans sa sélection similaire. En 2013 enfin New Musical Express lui attribue la 23e position des meilleurs disques de tous les temps.
Sur la base des apparitions de Ziggy Stardust dans les classements et les listes professionnels, le site Web agrégé Acclaimed Music le classe comme le 2e album le plus acclamé de 1972, le 6e des années 1970 et le 19e de l'histoire.
En mars 2017, l'album est sélectionné pour être conservé dans le National Recording Registry des États-Unis en tant qu'enregistrement sonore ayant eu un impact culturel, historique ou esthétique important dans la vie américaine.

#### Hommages
L'album marque des générations entières d'artistes et de fans, qui s'identifient à la personnalité troublée de l'avatar de Bowie. Les reprises de telle ou telle de ses chansons sont innombrables.
En 1978 par exemple, dans le monde francophone, Michel Berger et Luc Plamondon s'inspirent très largement de l'album en déclinant dans leur opéra-rock Starmania plusieurs thématiques (solitude de la gloire, célébrité et disgrâce, etc.), dans un hommage que le surnom d'un de leurs personnages, le chanteur homosexuel Ziggy, rend explicite.
En 2004, le chanteur brésilien Seu Jorge enregistre plusieurs chansons de Ziggy Stardust pour la bande originale de La Vie aquatique de Wes Anderson et les interprète à la guitare sèche dans le film, dans une version saluée par Bowie lui-même. S'ensuivent un album studio et en 2016 une tournée mondiale.
En 2007 Saul Williams intitule son nouvel album The Inevitable Rise and Liberation of NiggyTardust!.
En 2016 dans la chanson Dandy, Ian Hunter évoque la transformation de Bowie en Ziggy.
En juin 2017, une espèce de guêpe éteinte au Crétacé dont un fossile vient d'être découvert est nommée Archaeoteleia astropulvis en référence à Ziggy Stardust (astropulvis est le latin pour stardust),.

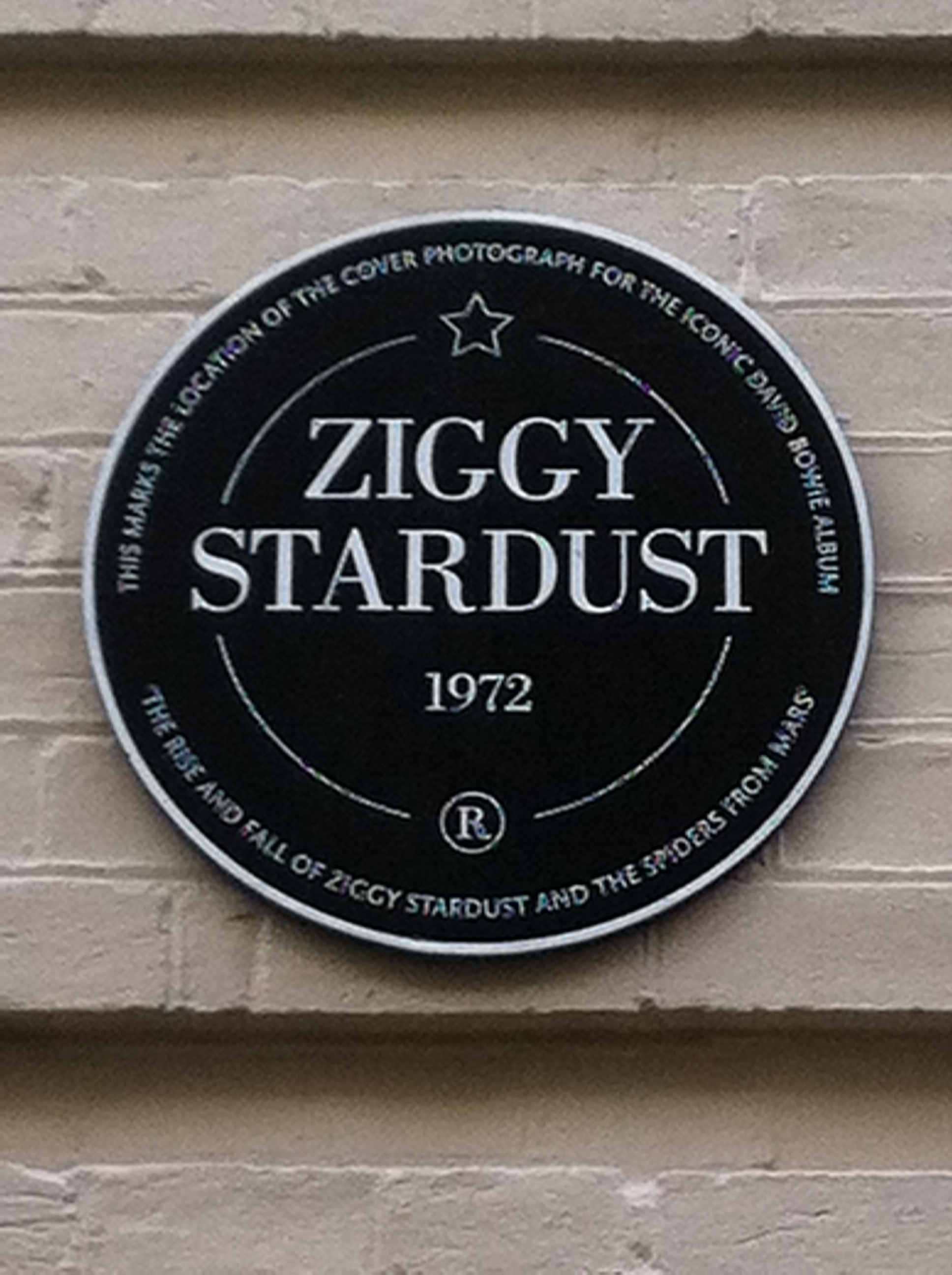
Plaque commémorative du lieu de la photographie de couverture, sur Heddon Street.

La couverture de l'album fait partie des dix choisies par le Royal Mail pour l'ensemble de timbres-poste Classic Album Covers émis en janvier 2010. En mars 2012, une plaque commémorative est dévoilée par Gary Kemp sur le mur du 23 Heddon Street, décor de la photographie de la pochette, en présence des anciens Spiders Woody Woodmansey et de Trevor Bolder. C'est l'une des rares au Royaume-Uni qui soit consacrée à un personnage fictif, en l'occurrence Ziggy. Le site est toujours un lieu de pèlerinage populaire auprès des fans.

## Caractéristiques artistiques

### Concept
Même si certains critiques ont qualifié le disque d'« opéra rock »,,, il s'agit moins d'une narration continue que d'une « collection d'instantanés réunis puis montés dans une séquence qui a du sens ». « Ziggy Stardust n'a jamais été considéré comme un album concept pendant sa création. Nous enregistrions un tas de chansons, il est apparu que certaines allaient bien ensemble, d'autres ne fonctionnaient pas », explique son coproducteur Ken Scott. En effet, à l'origine, Bowie n'imagine pas le disque comme une histoire cohérente, si bien que plusieurs morceaux sont écrits après l'enregistrement des principaux titres pour compléter le narratif : Star (initialement intitulé Rock 'n' Roll Star), Moonage Daydream et Hang On to Yourself. À l'inverse, It Ain't Easy — la seule reprise du disque, une chanson de Ron Davis — n'a rien à voir avec le récit global,, alors que des textes comme Velvet Goldmine et Sweet Head auraient pu bien s'inscrire dans la narration mais n'ont pas été retenus en partie sans doute à cause de leurs paroles provocantes,.

#### Ziggy Stardust
Le personnage principal de The Rise and Fall of Ziggy Stardust and The Spiders from Mars (en français : L'Ascension et la chute de Ziggy Stardust et les Araignées de Mars) est une superstar du rock, extraterrestre et bisexuelle, nommée Ziggy Stardust,. Avec lui, Bowie inaugure une série de personas dans la peau desquels il se glisse pour la suite de sa carrière et qui lui permettent de vaincre sa timidité et de se libérer du poids du regard du public.
Une petite amie se souvient que Bowie « griffonne des notes sur une serviette à cocktail à propos d'une rock star folle nommée Iggy ou Ziggy », et à son retour en Angleterre, il déclare son intention de créer un personnage « qui a l'air d'avoir atterri de Mars ». Des échos d'une nouvelle de Robert Heinlein sont perceptibles dans le texte.
Deux chanteurs anglo-saxons sont présentés comme les sources d'inspiration principales de l'histoire. Vince Taylor d'une part qui, quand Bowie fait sa connaissance, se rétablit difficilement d'une période de confusion mentale où il croyait être un croisement entre un dieu et un extraterrestre et un nouveau messie. Iggy Pop d'autre part, le chanteur du groupe proto-punk The Stooges, dont Bowie s'est récemment entiché, qui l'influence à la fois pour la musique et les paroles. Ziggy emprunte des traits à d'autres idoles de Bowie : comme Jimi Hendrix, le guitariste est gaucher, comme Marc Bolan son allure est androgyne, etc.
| - Iggy Pop (ici en 1977). - Vince Taylor (en 1962). |

Selon une déclaration de Bowie en 1990, le héros éponyme tire son prénom de l'enseigne d'une boutique de tailleur qui capte son attention de la fenêtre d'un train, Ziggy's. Le mot lui plaît, à cause de l'assonance avec le prénom de son ami bien sûr mais aussi parce que, désireux de s'éloigner du denim et des hippies des années 1960, il envisage un tourbillon de vêtements de scène, en ligne donc avec l'idée de tailleur,. Quant à son patronyme Stardust (« poussière d'étoile »), il fait référence au pseudonyme d'un musicien américain alors sous contrat avec la même maison de disque que lui, The Legendary Stardust Cowboy, chanteur psychobilly sans grand succès mais dont les textes parlent d’astronautes. La chanson Stardust de Hoagy Carmichael et la fascination de Bowie pour les paillettes sont aussi mentionnées.
En 2015, Tanja Stark émet l'hypothèse, cohérente avec la fascination de Bowie pour l'ésotérisme et la pensée de Carl Jung, que Ziggy pourrait être un néologisme formé sur le concept grec et gnostique de syzygie, avec ses connotations de conjonction de l'homme et de la femme et d'union de corps célestes : « Syzygy Stardust » serait une construction hermaphrodite qui préfigure par exemple le mannequin à deux têtes du vidéoclip de la chanson de Bowie Where Are We Now? (2013).

#### Synopsis
Le morceau d'ouverture, Five Years, révèle qu'il ne reste que cinq ans avant que la Terre ne soit détruite par une catastrophe apocalyptique,. Lui succède le plus apaisé Soul Love, où différents personnages évoquent l'amour avant la catastrophe imminente, dans une ambiance plus « optimiste » que Five Years et emplie d'une « fécondité douce ».
Ziggy profite de ce que Moonage Daydream lui donne enfin la parole pour se décrire : il est tout à la fois « un alligator », un ou une « maman-papa », « un envahisseur de l'espace », « une chienne rock 'n' roll »,.
Dans Starman, Ziggy apporte à la radio un message d'espoir pour les jeunes Terriens — le narrateur est l'un d'entre eux — : le salut par un extraterrestre, Starman.
Lady Stardust, qui ouvre la seconde face du disque, est un conte inachevé, « sans allusion à un dénouement au-delà d'un vague air de mélancolie », où l'androgynie de Ziggy est soulignée,. Se regardant dans un miroir, Ziggy s'interroge dans Star sur les vertus de vivre « comme une star du rock 'n' roll »,. Hang On to Yourself met Ziggy face à une foule, dans une métaphore qui fait aller le rock du sexe à l'épanouissement, puis revenir au sexe : Ziggy envisage de renoncer au plaisir sexuel pour atteindre la célébrité, ce qui conduit finalement à sa chute,.
Ziggy Stardust est la pièce centrale du récit. La chanson offre une « chronologie complète de Ziggy, de la naissance à la mort ». Ce « guitariste gaucher, bien membré, bronzé comme la neige » devient célèbre avec son groupe The Spiders from Mars. Mais son ego prend progressivement le contrôle, lui aliénant ses fans et éloignant ses musiciens. Contrairement à Lady Stardust, Ziggy Stardust dépeint l'ascension et la chute d'un personnage très humain. Le narrateur n'en est pas déterminé : il peut s'agir d'un spectateur évoquant rétrospectivement Ziggy, d'un des membres du groupe (« And we were Ziggy's band ») ou de « souvenirs dissociés » de Ziggy lui-même.
Rock 'n' Roll Suicide, qui clôt l'album, montre Ziggy après sa disgrâce, « silhouette creuse prise dans les phares des voitures qui freinent alors qu'il trébuche sur la route », criant aux auditeurs qu'ils « sont merveilleux », les implorant de « lui donner leurs mains » avant de périr sur scène,.

### Musique
« To be played at maximum volume ».

#### Description
Sur le plan musical, l'album est en général classé dans les genres glam rock et protopunk,,. Certains des morceaux comportent des éléments de rock et de pop des années 1950 (Rock 'n' Roll Suicide et Sweet Head),, de pop et de jazz (Soul Love), de heavy metal (Moonage Daydream) et d'un punk rock précurseur de la fin des années 1970 (Hang On to Yourself). Des teintes de blues, de garage rock et de stadium rock sont aussi mentionnées,. Bowie lui-même a comparé les sonorités de l'album à la musique d'Iggy Pop.
Par rapport aux œuvres précédentes du compositeur, la musique est « plus homogène », riche en accroches mélodiques et harmoniques. Même si la chanson Velvet Goldmine et l'arrangement des cordes pour Starman présentent des similitudes stylistiques avec le 33 tours précédent Hunky Dory, le départ du groupe du claviériste Rick Wakeman et l'arrivée du guitariste Mick Ronson conduisent à des orchestrations où la guitare éclipse désormais le piano,. Le jeu de guitare électrique de Ronson domine ainsi largement les titres Moonage Daydream,, It Ain't Easy, Ziggy Stardust et Suffragette City. Sa sonorité est obtenue en intercalant une pédale wah-wah Cry Baby calée sur une tonalité grave entre sa guitare Les Paul et un ampli Marshall 100 watts. Quand il s'installe au piano (Five Years, Lady Stardust), son jeu préfigure les compétences qu'il met en valeur quelques mois plus tard sur l'album Transformer de Lou Reed. Ces talents de musicien hors pair ne font cependant pas d'ombre au jeu de guitare acoustique et rythmique de Bowie, bien mis en valeur dans ce disque et notamment sur Rock 'n' Roll Suicide. La batterie de Woodmansey quant à elle n'est à sa demande davantage mise en avant que sur Hunky Dory.
Des morceaux au rythme rapide, comme Star, côtoient des arrangements minimalistes (Five Years et Rock 'n' Roll Suicide) dominés par la voix de Bowie dont l'intensité se renforce au fil de leur exécution,. Five Years se caractérise par un rythme de batterie évoquant le battement d'un cœur ; Rock 'n' Roll Suicide, tout d'abord acoustique, bascule dans une orchestration luxuriante soutenue par un orchestre, si bien que Pegg l'a comparé au A Day in the Life des Beatles. La chanson se conclut en effet par un accord de violon, de la même manière que la coda du titre des Beatles, qui se termine par un accord final de piano. L'album comporte également quelques expérimentations : des bongos, un rythme marqué par des battements de mains et un solo de saxophone de Bowie peuvent être entendus sur Soul Love,. Rick Wakeman et Dana Gillespie, tous deux non crédités, interviennent respectivement au clavecin et aux chœurs dans It Ain't Easy,. Suffragette City enfin contient une des toutes premières expérience de Bowie au synthétiseur ARP, qui devient plus tard une pierre angulaire de sa trilogie berlinoise,.

#### Sources d'inspiration
Beaucoup des titres composés à Haddon Hall s'inspirent des genres musicaux en vogue outre-Atlantique. Lou Reed, chanteur et guitariste du Velvet Underground, est considéré comme une des principales sources, au point que des critiques ont vu dans l'album une fusion du personnage d'Iggy Pop et de la musique de Lou Reed qui aurait produit « l'idole pop ultime ». L'est également Marc Bolan, très proche de Bowie à l'époque et autre apôtre du glam rock avec son groupe T. Rex,.
Des influences spécifiques sont mentionnées pour certaines chansons : celles d'Elton John, de Marc Bolan et du poète Lord Alfred Douglas pour Lady Stardust),,, de Little Richard pour Suffragette City),,, du titre Over the Rainbow du film de 1939 Le Magicien d'Oz pour Starman du Velvet Underground pour Suffragette City et Velvet Goldmine,, d'Eddie Cochran et Chuck Berry pour les rocks plus classiques Hang On to Yourself et Suffragette City,, de Jimi Hendrix pour Ziggy Stardust, ou encore du groupe de rock progressif King Crimson.

### Aspects artistiques complémentaires

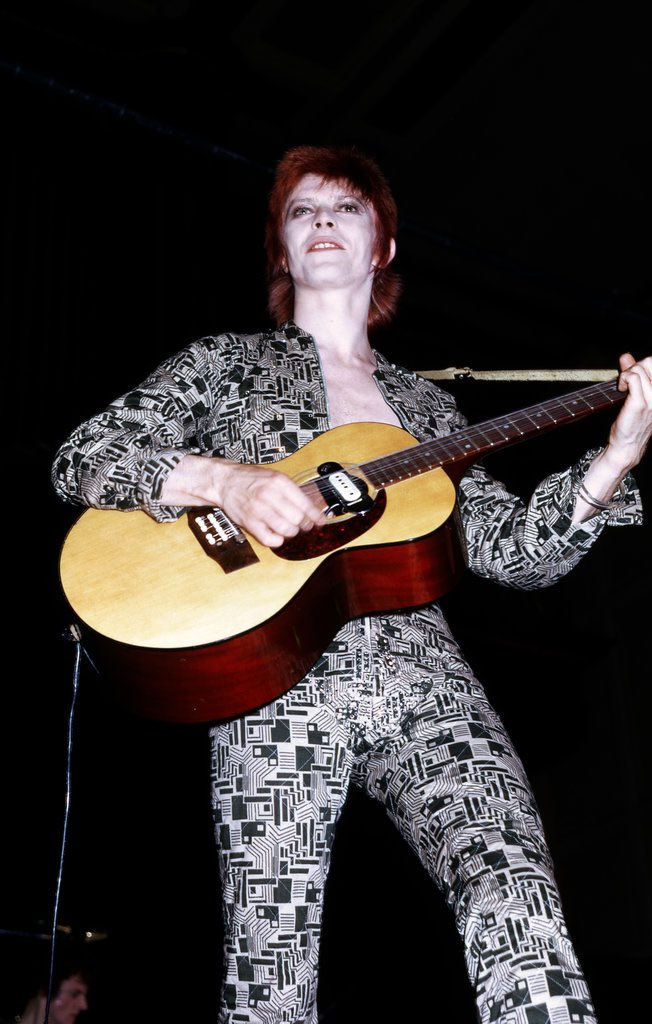
David Bowie en Ziggy Stardust.

S'éloignant résolument du style des concerts de rock de l'époque, Bowie entend entremêler sur scène la musique avec la danse, la pantomime, le kabuki et le cabaret, fort de sa formation de mime auprès de Lindsay Kemp et de ses expériences dans son éphémère groupe « multimédia » The Feathers avec Hermione Farthingale. Ses concerts incorporent des éléments théâtraux, avec un scénario approximatif et plusieurs changements de maquillages et de costumes. Il les veut divertissants et scandaleux.
Sous l'impulsion d'Angie, sa femme depuis deux ans, Bowie met au point l'apparence de Ziggy. Il veut que son persona et les Spiders aient une allure androgyne, déjà testée par Bowie depuis quelques mois : « bottes à talons hauts, robes multicolores, maquillage extravagant et sexualité scandaleuse » deviennent leur credo. Freddie Burreti, jeune tailleur homosexuel ami du couple, conçoit dans leur maison de Haddon Hall les tenues de scène. Il est notamment le créateur du justaucorps porté par Bowie sur la photographie de pochette du disque et de l’ensemble matelassé doré à motifs bleu et orange arboré sur scène par Ziggy. Certains membres du groupe hésitent à se montrer dans ces accoutrements, mais changent rapidement d'avis quand ils prennent conscience du succès qu'ils leur valent auprès des fans féminines. Plus tard dans la tournée, Bowie revêt sur scène des kimonos créés spécialement par Kansai Yamamoto.
À sa coiffeuse Suzi Fussey, il fait créer sa nouvelle coupe de cheveux rouge flamboyant, inspirée de celle d'un modèle, Marie Helvin, vu par Bowie dans un magazine. C'est selon Angie « le bouleversement le plus significatif du monde de la mode des années 1970 » : « cette houppe rouge aérodynamique (...) lui donnait l'air plus fort et plus sauvage : il était tout aussi désirable, mais aussi beaucoup plus fort et, bon, plus pétasse ». Il confie le maquillage de Ziggy au Français Pierre Laroche : visage pâle, paupières fardées de doré, disque d'or pailleté sur le front et lèvres cerise, inspiré par le film Orange mécanique,.

### Photographie de couverture
La couverture de l'album est une photographie monochrome de Brian Ward, recolorée par l'illustrateur Terry Pastor. Celui-ci travaille au studio de design Main Artery à Covent Garden avec l'ami d'enfance de Bowie, George Underwood ; Ward et Pastor ont déjà collaboré pour la pochette de Hunky Dory,.
Contrairement à la plupart des couvertures de disques de Bowie, celle-ci ne représente pas un gros plan du chanteur en studio : « Bowie (ou Ziggy) [est] une petite figurine éclipsée par un paysage urbain minable, à la lumière d'un réverbère, encadrée par des cartons et des voitures garées ». La séance de pose est organisée le 13 janvier 1972 au studio Ward's à Londres, dans une ruelle proche de Regent Street. Quelqu'un suggère qu'on fasse quelques photos à l'extérieur avant que la lumière naturelle ne disparaisse. Le temps est maussade, et il se met à pleuvoir quand Bowie sort, alors que les Spiders préfèrent rester à l'abri. Grippé, ne voulant pas aller trop loin, il prend la pose devant l'immeuble des fourreurs « K. West » au 23 Heddon Street,,.
Le chanteur tient à la main une guitare Gibson Les Paul. Sa combinaison et sa chevelure — naturellement brune — sont repeints, ce qui renforce l'illusion que le personnage vient d'un autre monde.
Pastor presse le lettrage par Letraset, puis le peint à l'aérographe en rouge et jaune et l'incruste d'étoiles blanches. Au verso en bas, il inscrit en lettres majuscules « To be played at maximum volume ».

## Fiche technique

### Album original

#### Titres
Toutes les chansons sont écrites et composées par David Bowie, sauf It Ain't Easy (Ron Davies).
| 1. | Five Years       | 4:42 |
| 2. | Soul Love        | 3:34 |
| 3. | Moonage Daydream | 4:39 |
| 4. | Starman          | 4:13 |
| 5. | It Ain't Easy    | 2:57 |

| 6.  | Lady Stardust         | 3:19 |
| 7.  | Star                  | 2:38 |
| 8.  | Hang On to Yourself   | 2:38 |
| 9.  | Ziggy Stardust        | 3:13 |
| 10. | Suffragette City      | 3:24 |
| 11. | Rock 'n' Roll Suicide | 2:58 |

#### Musiciens
- David Bowie : chant, guitare acoustique, guitare électrique, saxophone ;
- Mick Ronson : guitare électrique, piano, mellotron, synthétiseur ARP, chœurs ;
- Trevor Bolder : basse ;
- Mick Woodmansey : batterie ;
- Rick Wakeman : clavecin sur It Ain't Easy ;
- Dana Gillespie : chœurs sur It Ain't Easy[199].

#### Équipe de production
- Ken Scott : producteur ;
- David Bowie : producteur, arrangements ;
- Mick Ronson : arrangements ;
- Brian Ward : photographie ;
- Terry Pastor : colorisation et lettrage de la pochette[199].

### Rééditions
RCA publie la première édition de Ziggy Stardust sur CD en novembre 1984.
Une réédition paraît le 6 juin 1990, avec cinq titres bonus, remastérisée pour Rykodisc / EMI par Toby Mountain à Southborough dans le Massachusetts à partir des bandes maîtresses originales,. Elle reste quatre semaines au UK Albums Chart, où elle atteint la 25e place.
| 12. | John, I'm Only Dancing (enregistrée en 1971, parue en single en 1972)                                 | 2:43 |
| 13. | Velvet Goldmine (enregistrée en 1971, parue en 1975 en face B de la réédition du single Space Oddity) | 3:09 |
| 14. | Sweet Head (enregistrée en 1971, inédite)                                                             | 4:14 |
| 15. | Ziggy Stardust (démo)                                                                                 | 3:35 |
| 16. | Lady Stardust (démo)                                                                                  | 3:35 |

Virgin publie le 28 septembre 1999 une autre remastérisation, fruit du travail de Peter Mew.
EMI / Virgin sort le 16 juillet 2002 pour le trentième anniversaire de l'album une version en deux CD complétée par un livret rédigé par David Buckley. Le second disque contient douze pistes, dont la plupart avaient déjà été publiées sur CD en tant que bonus dans les rééditions précédentes :
Toutes les chansons sont écrites et composées par David Bowie, sauf mention contraire.
| 1.  | Moonage Daydream (version d'Arnold Corns)    |                           | 3:53 |
| 2.  | Hang On to Yourself (version d'Arnold Corns) |                           | 2:54 |
| 3.  | Lady Stardust (démo)                         |                           | 3:33 |
| 4.  | Ziggy Stardust (démo)                        |                           | 3:38 |
| 5.  | John, I'm Only Dancing                       |                           | 2:49 |
| 6.  | Velvet Goldmine                              |                           | 3:13 |
| 7.  | Holy Holy (version réenregistrée en 1971)    |                           | 2:25 |
| 8.  | Amsterdam                                    | Jacques Brel, Mort Shuman | 3:34 |
| 9.  | The Supermen (version réenregistrée en 1971) |                           | 2:43 |
| 10. | Round and Round                              | Chuck Berry               | 2:43 |
| 11. | Sweet Head (prise 4)                         |                           | 4:52 |
| 12. | Moonage Daydream (nouveau mixage)            |                           | 4:47 |

Pour les quarante ans, le 4 juin 2012, paraît chez EMI / Virgin une nouvelle édition remastérisée par Ray Staff, l'ingénieur du son d'origine des studios Trident, en versions CD, vinyle et de DVD. Le DVD inclut des remix effectués par Ken Scott en 2003 (Moonage Daydream (instrumental), The Supermen, Velvet Goldmine et Sweet Head),. Dans cette remastérisation l'album est réédité séparément en 2015-2016, en formats CD, vinyle et numérique puis par Parlophone le 26 février 2016 sur vinyle 180 g et le 16 juin 2017 en LP en édition limitée pressé sur vinyle doré.
La remastérisation de 2012 et le remix de 2003 sont inclus dans le coffret de Parlophone Five Years (1969–1973), sorti le 25 septembre 2015,.

### Classements et certifications
| Classement                         | Meilleure position | Année |
| ---------------------------------- | ------------------ | ----- |
| Australie (ARIA Charts)            | 21                 | 2016  |
| Autriche (Ö3 Austria Top 40)       | 34                 | 2016  |
| Danemark (Hitlisten)               | 40                 | 2016  |
| États-Unis (Billboard 200)         | 21                 | 2016  |
| Finlande (Suomen virallinen lista) | 6                  | 1972  |
| France (SNEP)                      | 45                 | 2002  |
| Italie (FIMI)                      | 32                 | 2016  |
| Norvège (VG-lista)                 | 17                 | 2016  |
| Nouvelle-Zélande (RIANZ)           | 20                 | 2016  |
| Pays-Bas (Mega Album Top 100)      | 61                 | 1990  |
| Portugal (AFP)                     | 23                 | 2016  |
| Royaume-Uni (UK Albums Chart)      | 5                  | 1972  |
| Suède (Sverigetopplistan)          | 19                 | 2016  |
| Suisse (Schweizer Hitparade)       | 21                 | 2016  |